# Șevcenka, Skadovsk
Șevcenka (în ucraineană Шевченка) este localitatea de reședință a comunei Șevcenka din raionul Skadovsk, regiunea Herson, Ucraina.

## Demografie
Componența lingvistică a localității Șevcenka
     Ucraineană (92,07%)
     Rusă (4,61%)
     Alte limbi (0,32%)
Conform recensământului din 2001, majoritatea populației localității Șevcenka era vorbitoare de ucraineană (92,07%), existând în minoritate și vorbitori de rusă (4,61%) și armeană (1,07%).